# (46573) 1992 AJ1
(46573) 1992 AJ1 là một tiểu hành tinh vành đai chính. Nó được phát hiện bởi Atsushi Sugie ở Dynic Astronomical Observatory Nhật Bản, ngày 10 tháng 1 năm 1992.